# Villers-Semeuse

Villers-Semeuse este o comună în departamentul Ardennes din nordul Franței. În 1 ianuarie 2022 avea o populație de 3.628 de locuitori.